# غليل هامل (بكيل المير)

تعديل مصدري - تعديل

غليل هامل هي إحدى قرى عزلة صبران بمديرية بكيل المير التابعة لمحافظة حجة، بلغ تعداد سكانها 124 نسمة حسب تعداد اليمن لعام 2004.